# Ленгмюр, Гэвин
Гэвин Ленгмюр (англ. Gavin I. Langmuir, 2 апреля 1924, Торонто — 10 июля 2005, Стэнфорд, Калифорния) — канадский историк-медиевист, специализировался на исследованиях средневекового антисемитизма.
Ветеран Второй мировой войны, работал в Гарвардском и Стэнфордском университетах.

## Биография
Ленгмюр родился в Торонто в 1924 году. Первоначально он планировал строить военную карьеру и во время Второй мировой войны служил лейтенантом в Королевском хайлендском полку канадской армии. Ленгмюр воевал на линии Зигфрида с 1944 по 1945 год, пока не был тяжело ранен в бою в феврале 1945 года. Был демобилизован по состоянию здоровья.
Когда его военная карьера закончилась, он решил изучать дипломатию. Ленгмюр получил степень бакалавра в Университете Торонто в 1948 году, а затем поступил в Гарвардский университет изучать современную историю дипломатии. Однако его интересы сместились в сторону изучения средневековья; в 1955 году он завершил свою докторскую программу, защитив диссертацию по английской конституционной истории под руководством Чарльза Тейлора. Впоследствии преподавал в Гарварде, c 1958 года — в Стэнфордском университете.
Вышел на пенсию в 1993 году, умер 10 июля 2005 года в Стэнфорде.

## Научная работа
Друг Ленгмюра историк Джеймс Гивен писал, что интерес Ленгмюра к истории евреев в средневековой Англии возник из книги, которую он рецензировал. В 1960 году он опубликовал статью «„Наши евреи“ и начала законодательства Капетингов»
В дальнейшем Ленгмюр написал много академических статей и две книги по истории средневековых евреев и антисемитизма. Главные работы Ленгмюра были изданы в 1990 году:
- Toward a Definition of Antisemitism (англ.). — University of California Press, 1990. — X, 417 p. — (Professional Development and Practice). — ISBN 978-0-520-06144-6.
- History, Religion and Antisemitism (англ.). — University of California Press, 1990. — IX, 380 p. — ISBN 978-0-520-91226-7.

Первая книга была посвящена исследованию происхождения антисемитизма через психологию отдельных личностей, вторая — попытка Ленгмюра применить к религии критические стандарты социальных наук с одновременным пониманием религиозных убеждений и опыта верующих.
До исследований Ленгмюра антисемитизм рассматривался как явление относительно современное, большинство научной литературы по средневековой истории игнорировало еврейскую проблему. Средневековый антииудаизм считался следствием развития и расширения христианства. Таким образом, расовый антисемитизм не считался частью общего европейского исторического наследия. Ленгмюр в своих работах утверждал, что антисемитизм был порождением иррационального мифического мышления. Его главный тезис — необходимость различения антииудаизма как предубеждения, основанные на неких объективных различиях между христианами и иудеями и антисемитизма как иррациональных обвинений в отравлении колодцев, колдовстве, использовании крови в ритуальных целях и т. п. химер, получивших распространение в средневековой Европе с XIII века.

## Оценки
Исследования Ленгмюра получили высокую оценку в обществе и среди профессионалов.
Коллеги учёного избрали его членом Американской академии медиевистики и Королевского исторического общества Великобритании.
В книжном обозрении New York Times историк Роберт Мур написал следующий отзыв: «Обучение, страсть и непоколебимая честность, которые г-н Ленгмюр посвятил раскрытию истории антисемитизма, показывают, почему он является преподавателем с легендарной репутацией, а также выдающимся учёным».
В 1991 году книга «История, религия и антисемитизм» была удостоена «Национальной еврейской книжной премии».
В книге, опубликованной за год до смерти Ленгмюра, историк Холокоста Кристофер Браунинг отнёс к научному вкладу Лэнгмюра описание «ксенофобского антисемитизма», социально, а не религиозно мотивированного отношения, которое, по мнению Ленгмюра, следует отличать от традиционной враждебности к иудаизму, унаследованной христианством из долгой истории религиозных разногласий.

## Семья
Гэвин Ленгмюр был дважды женат. Первый брак закончился разводом, в этом браке родилась дочь Валери. Вторая жена Нели из Пало-Альто, преподаватель французского языка, общих детей у них не было.